# María Teresa Murillo
María Teresa Murillo Pulido (Bogotá, 15 de octubre de 1929-26 de febrero de 2017) fue una botánica colombiana reconocida por su investigación en helechos colombianos. y la primera investigadora en helechos a nivel latinoaméricano. Fue la primera mujer en ser aceptada en la Academia Colombiana de Ciencias Exactas, Físicas y Naturales en 1970.
Murillo desarrolló su carrera en el Instituto de Ciencias Naturales de la Universidad Nacional de Colombia desde 1950 hasta el 2006. Igualmente, trabajó en el Herbario Nacional de los Estados Unidos de la Universidad de Harvard y en el Laboratorio Hugo de Vries de la Universidad de Ámsterdam en Holanda.

## Premios, membresías y reconocimientos
- Académica honoraria de la Academia Colombiana de Ciencias Exactas, Físicas y Naturales , máxima distinción de la institución (20 de agosto del 2008)[2][4]
- Miembro de la Real Academia Española de Ciencias
- Miembro de la American Fern Society
- Miembro de la Associacão Latinoamericana de Paleobotânica e Palinología del Instituto de Geociencias de la Universidad de São Paulo
- Miembro de la International Association of Pteridologists de Londres.
- Beca de la Fundación John Simon Guggenhem por sus méritos científicos como licenciada par investigación. (1964 y 1965)[6]
- Placa conmemorativa en la Sección de Helechos del Jardín Botánico de Medellín Joaquín Antonio Uribe.
- Medalla al Mérito Universitario por la Universidad Nacional de Colombia (1994)
- Premio Vida y Obra Integral de un Científico por la Academia Colombiana de Ciencias Exactas, Físicas y Naturales (1995).[2][4]
- Profesora Honoraria de la Universidad Nacional (22 de septiembre de 1998)

## Algunas publicaciones
- nuria solé de Porta, maría teresa Murillo pulido. 2005. Estudio palino-botánico de algunas especies de Pteridophyta de Colombia / Palinobotanical study of spores of some species of Picridophyta from Colombia. Rev. de la Academia Colombiana de C. Exactas, Fís. y Nat. 23 ( 111): 183—218

### Libros
- maría t. Murillo-pulido; Murillo aldana, José; Andrea león-Parra; Triana-Moreno, Luz Amparo. 2008. Los pteridófitos de Colombia. N.º 18 de Biblioteca José J. Triana. Editor Instituto de C. Naturales-Facultad de Ciencias, Univ. Nacional de Colombia, 533 pp. ISBN 9587019962
- -----------------------------------, miguel á. Harker-useche. 1990. Helechos y plantas afines de Colombia. N.º 2 de Colección Jorge Álvarez Lleras. Edición ilustrada de Academia Colombiana de C. Exactas, Fís. y Nat. 323 pp. ISBN 9589205038
- -----------------------------------. 1988. Flora de Colombia: Pteridophyta 1. Editor Univ. Nacional de Colombia, 54 pp.
- -----------------------------------. 1985. Flora de la Real Expedición Botánica del Nuevo Reyno de Granada: Licopodiaceas, Selaginelaceas, Equisetaceas, Himenofilaceas, Polipodiaceas, Cicadaceas, Podocarpaceas, Potamogetonaceas, Juncaginaceas, Alismataceas, Butomaceas e Hidrocaritaceas. Editor de Cultura Hispánica, 45 pp.

## Eponimia
- (Asteraceae) Espeletia murilloi Cuatrec. & Cuatrec.[7]
- (Dryopteridaceae) Tectaria murilloana A.Rojas[8]
- (Moraceae) Ficus murilloi Dugand[9]